# 12697 Verhaeren
A 12697 Verhaeren (ideiglenes jelöléssel 1989 SK3) a Naprendszer kisbolygóövében található aszteroida. Eric Walter Elst fedezte fel 1989. szeptember 26-án.